# Ozineus annulicornis
Ozineus annulicornis är en skalbaggsart som först beskrevs av White 1855. Ozineus annulicornis ingår i släktet Ozineus och familjen långhorningar.
Artens utbredningsområde är Panama. Inga underarter finns listade i Catalogue of Life.